# Saint-Amour (Jura)
Saint-Amour település Franciaországban, Jura megyében. Lakosainak száma 2364 fő (2022. január 1.). Saint-Amour Domsure, Balanod, Les Trois-Châteaux és Condal községekkel határos.

## Népesség
A település népessége az elmúlt években az alábbi módon változott:
| Lakosok száma | 2508 | 2399 | 2200 | 2204 | 2362 | 2366 | 2378 | 2392 | 2379 | 2364 |
|               | 1968 | 1982 | 1990 | 2006 | 2013 | 2015 | 2017 | 2019 | 2020 | 2022 |